# نادي الهلال (قطاع غزة)
نادي الهلال الرياضي-غزة هو نادي فلسطيني من أندية قطاع غزة تأسس عام 1993.